# Joan Pepermans
Joan Pepermans (Mechelen, 29 augustus 1948) is een Belgisch voormalig politicus voor Agalev / Groen.

## Levensloop
Hij doorliep zijn secundair onderwijs aan de Technische Scholen Mechelen. Vervolgens behaalde hij een postgraduaat Milieukunde aan de Universiteit Antwerpen. Hij werd ambtenaar bij de Vlaamse Milieumaatschappij.
Pepermans werd in 1985 voor Agalev lid van de Kamer van volksvertegenwoordigers voor het arrondissement Mechelen en vervulde dit mandaat tot in 1987. Als federaal volksvertegenwoordiger werkte hij rond dossiers als defensie, binnenlandse veiligheid, politie en de openbaarheid van bestuur. In de periode december 1985-december 1987 had hij als gevolg van het toen bestaande dubbelmandaat ook zitting in de Vlaamse Raad. Daar zette hij zich in rond milieu en gezondheid. De Vlaamse Raad was vanaf 21 oktober 1980 de opvolger van de Cultuurraad voor de Nederlandse Cultuurgemeenschap, die op 7 december 1971 werd geïnstalleerd, en was de voorloper van het huidige Vlaams Parlement. Hij stond bij volgende wetgevende verkiezingen nog op de Kamerlijst, maar op onverkiesbare plaatsen.
In 1994 was hij lijsttrekker voor de groene kieslijst in Mechelen en bij de lokale verkiezingen van 2000 was hij lijstduwer. In 2000 was hij daarnaast lijsttrekker voor de provincieraadslijst van deze partij. In 2006 en 2012 duwde hij die lijst. Hij was van 1995 tot 2000 in Mechelen schepen van Milieu en Gezondheid en was vervolgens kabinetschef van schepen Jowan Lamon en medewerker van de Mechelse schepen Marina De Bie van de partij Groen. Ook werd hij milieudeskundige van de stad Mechelen.